# Liste des labels et protections officiels français
Les labels et protection officiels français  sont des labels accordés par une autorité publique qui reconnaît qu’une personne, un site, un territoire ou un produit remplit des critères énumérés et définis dans un acte législatif ou réglementaire.
Le terme label est souvent utilisé abusivement comme terme général pour désigner toutes sortes de mentions commerciales, appellations, pseudo-labels français non officiels.

## Caractère «officiel»
En France, les labels officiels sont strictement réservés aux mentions officielles définies par un texte réglementaire, délivrées à l'initiative et sous le contrôle de l'État ou de ses services.
La décision d'accorder le label, nominative et individuelle, est publiée au Journal officiel (JORF) ou dans un bulletin officiel (BO). C'est cette publication officielle qui lui donne un caractère officiel.
Ces labels se distinguent des démarches qualité auprès d'un organisme privé de certification, ainsi que des marques déposées, des qualifications commerciales, des diplômes, des certifications, des prix décernés par des organismes privés et de leur propre initiative.
Le label est décerné par un acte d'autorité. Il peut, dans certains cas, s'accompagner de la signature d'une convention passée avec l'autorité publique dans laquelle le bénéficiaire s'engage à respecter un cahier des charges. La procédure de vérification peut être déléguée par l'autorité de tutelle (le ministère) à un organisme certificateur, en général une association privée, qui donnera un avis ou des recommandations.
La locution qui constitue un label officiel est un monopole de l'État du fait des prérogatives de la puissance publique, comme les autres dénominations, marques, poinçons et monnaies officiels ; ils n'ont en principe pas besoin de faire l'objet d'un dépôt de marque pour être protégés en France.

## Liste des labels officiels français
La liste ci-dessous classe les labels par ministère chargé de les définir et de les accorder, et par ordre alphabétique.
| Titre du label                                           | libellé officiel                       | Année de création avec référence législative | Liste publiée        | Ministère de tutelle              |
| -------------------------------------------------------- | -------------------------------------- | -------------------------------------------- | -------------------- | --------------------------------- |
| Label rouge                                              | Label                                  | 1960 puis 2006 (au niveau européen)          | Liste                | Agriculture                       |
| Centre dramatique national                               | Label                                  | 1972,                                        | Liste                | Culture                           |
| Centre chorégraphique national                           | Label                                  | 1984,                                        | Liste                | Culture                           |
| Scène nationale                                          | Label                                  | 1991,                                        | Liste                | Culture                           |
| Opéra national en région                                 | Label                                  | 1996,                                        | Liste                | Culture                           |
| Scène de musiques actuelles                              | Label                                  | 1996,                                        | Liste                | Culture                           |
| Centre national de création musicale                     | Label                                  | 2005,                                        | Liste                | Culture                           |
| Centre de développement chorégraphique national          | Label                                  | 2010,                                        | Liste                | Culture                           |
| Centre national des arts de la rue et de l'espace public | Label                                  | 2010,                                        | Liste                | Culture                           |
| Orchestre national en région                             | Label                                  | 2010,                                        | Liste                | Culture                           |
| Pôle national cirque                                     | Label                                  | 2010,                                        | Liste                | Culture                           |
| Centre national de la marionnette                        | Label                                  | 2021,                                        | Liste                | Culture                           |
| Scène conventionnée d'intérêt national                   | Appellation                            | 1999,                                        | Liste                | Culture                           |
| Théâtre lyrique d'intérêt national                       | Appellation                            | 2017                                         | Liste                | Culture                           |
| Club culture - lieu d'expression artistique et de fête   | Reconnaissance                         | 2024                                         | Liste                | Culture                           |
| Fonds régional d'art contemporain                        | Label                                  | 1982,                                        | Liste                | Culture                           |
| Centre d'art contemporain d'intérêt national             | Label                                  | 2017,                                        | Liste                | Culture                           |
| Centre culturel de rencontre                             | Label                                  | 1972                                         | Liste                | Culture                           |
| Ethnopôle                                                | Label                                  | 1996                                         | Liste                | Culture                           |
| Conservatoire à rayonnement communal                     | Classement                             | 2006                                         | Liste                | Culture                           |
| Conservatoire à rayonnement intercommunal                | Classement                             | 2006                                         | Liste                | Culture                           |
| Conservatoire à rayonnement départemental                | Classement                             | 2006                                         | Liste                | Culture                           |
| Conservatoire à rayonnement régional                     | Classement                             | 2006                                         | Liste                | Culture                           |
| Jardin remarquable                                       | Label d’État                           | 2004                                         | Liste                | Culture                           |
| Maisons des Illustres                                    | Label                                  | 2012                                         | Listes               | Culture                           |
| Architecture contemporaine remarquable                   | Label                                  | 2016                                         | Liste                | Culture                           |
| Musée de France                                          | Appellation                            | 2002                                         | Liste                | Culture                           |
| Pôle national de référence                               | Label                                  | 2016                                         |                      | Culture                           |
| Librairie indépendante de référence (LIR)                | Label                                  | 2011                                         | Liste                | Culture                           |
| Monument historique (architecture)                       | Classement ou inscription (protection) | 1837                                         | Liste (Base Mérimée) | Culture                           |
| Monument historique (mobilier)                           | Classement ou inscription (protection) |                                              | Liste (Base Palissy) | Culture                           |
| Site patrimonial remarquable                             | Classement                             | 2016                                         | Listes               | Culture                           |
| Villes et Pays d'art et d'histoire                       | Label                                  | 1985                                         | Liste                | Culture                           |
| Exposition d'intérêt national (d)                        | Label                                  | 1999                                         | Liste                | Culture                           |
| Capitale française de la culture                         | Label                                  | 2020                                         | Liste                | Culture                           |
| Grand Site de France                                     | Label                                  | 2002                                         | Liste                | Écologie et Développement durable |
| Parc national                                            | Classement (protection)                | 2007                                         | Liste                | Écologie et Développement durable |
| Parc naturel marin                                       | Création (protection)                  | 2006                                         | Liste                | Écologie et Développement durable |
| Parc naturel régional                                    | Classement                             | 1967                                         | Liste                | Écologie et Développement durable |
| Réserve naturelle                                        | Classement                             | 2000                                         | Liste                | Écologie et Développement durable |
| Site                                                     | Classement ou inscription (protection) | 1909, 1930                                   | Liste                | Écologie et Développement durable |
| Village étape                                            | Label d’État                           | 1995                                         | Liste                | Écologie et Développement durable |
| Commune touristique                                      | Classement                             | 2008,                                        | Liste                | Économie, Finances, Relance       |
| Station classée de tourisme                              | Classement                             | 2008,                                        | Liste                | Économie, Finances, Relance       |
| Entreprise du patrimoine vivant                          | Label d’État                           | 2006                                         | Liste                | Économie, Industrie, Numérique    |
| Qualité Tourisme                                         | Label d’État                           | 2005                                         | Liste                | Économie, Industrie, Numérique    |
| Label «Tourisme et Handicap »                            | Label                                  | 2001                                         | Liste                | Économie, Industrie, Numérique    |
| Label employeur partenaire des sapeurs-pompiers          | Label                                  | 2006                                         | Liste                | Intérieur                         |

## Labels officiels européens
Outre les labels ci-dessus, plusieurs labels européens ont été créés et/ou sont issus de labels français qu'ils ont remplacés, c'est notamment le cas des labels de l'agroalimentaire :
- Label Agriculture biologique (AB) ;
- Appellation d'origine protégée (AOP) ;
- Indication géographique protégée (IGP) ;
- Spécialité traditionnelle garantie (STG)[68].

### Autres labels européens
- Écolabel européen

## Pour approfondir